# Paris Saint-Germain Football Club 2024-2025 (femminile)
Questa voce raccoglie le informazioni riguardanti la squadra femminile del Paris Saint-Germain nelle competizioni ufficiali della stagione 2024-2025.

## Stagione
La stagione del PSG inizia con l'annuncio da parte della Federcalcio francese che l'edizione 2024 del Trophée des Championnes, che avrebbe dovuto fronteggiare la squadra parigina con le storiche rivali dell'Olympique Lione non verrà disputata.

## Divise e sponsor
La grafica adottata dalle divise è la stessa del Paris Saint-Germain maschile. Main sponsor è la compagnia aerea Qatar Airways, quello tecnico, fornitore delle tenute da gioco, Nike
| Casa | Trasferta | Terza maglia |

## Organigramma societario
Area tecnica
- Allenatore: Fabrice Abriel
- Allenatore in seconda: Alexy Castellino
- Preparatore atletico: Nicolas Colard
- Preparatore dei portieri: Micheal Grondin

Area sanitaria
- Medico sociale: Youcef Allem

## Rosa
| N. |                        | Ruolo | Calciatrice             |
| -- | ---------------------- | ----- | ----------------------- |
| 1  | Polonia (bandiera)     | P     | Katarzyna Kiedrzynek    |
| 2  | Francia (bandiera)     | D     | Thiniba Samoura         |
| 3  | Stati Uniti (bandiera) | C     | Crystal Dunn            |
| 4  | Polonia (bandiera)     | D     | Paulina Dudek           |
| 5  | Francia (bandiera)     | D     | Elisa De Almeida        |
| 6  | Nigeria (bandiera)     | A     | Jennifer Echegini       |
| 7  | Francia (bandiera)     | D     | Sakina Karchaoui        |
| 8  | Francia (bandiera)     | C     | Grace Geyoro (capitano) |
| 9  | Francia (bandiera)     | A     | Marie-Antoinette Katoto |
| 10 | Stati Uniti (bandiera) | C     | Korbin Albert           |
| 11 | Paesi Bassi (bandiera) | A     | Lieke Martens           |
| 14 | Paesi Bassi (bandiera) | C     | Jackie Groenen          |
| 16 | Norvegia (bandiera)    | A     | Frøya Dorsin            |
| 17 | Paesi Bassi (bandiera) | A     | Romée Leuchter          |
| 19 | Stati Uniti (bandiera) | D     | Eva Gaetino             |

| N. |                         | Ruolo | Calciatrice         |
| -- | ----------------------- | ----- | ------------------- |
| 20 | Francia (bandiera)      | D     | Tara Elimbi Gilbert |
| 22 | Francia (bandiera)      | A     | Océane Hurtré       |
| 24 | Francia (bandiera)      | C     | Baby Jordy Benera   |
| 25 | Mali (bandiera)         | A     | Agueicha Diarra     |
| 26 | Francia (bandiera)      | C     | Anaïs Ebayilin      |
| 27 | Inghilterra (bandiera)  | P     | Mary Earps          |
| 28 | Francia (bandiera)      | D     | Jade Le Guilly      |
| 29 | Francia (bandiera)      | D     | Griedge Mbock       |
| 30 | RD del Congo (bandiera) | A     | Merveille Kanjinga  |
| 33 | Francia (bandiera)      | P     | Océane Toussaint    |
| 34 | Francia (bandiera)      | A     | Naolia Traoré       |
| 37 | Francia (bandiera)      | A     | Ornella Graziani    |
| 40 | Francia (bandiera)      | P     | Alyssa Fernandes    |
| 80 | Francia (bandiera)      | A     | Manssita Traoré     |
| 95 | Francia (bandiera)      | C     | Laurina Fazer       |

## Calciomercato

### Sessione estiva
| Acquisti | Acquisti            | Acquisti                | Acquisti                  |
| R.       | Nome                | da                      | Modalità                  |
| -------- | ------------------- | ----------------------- | ------------------------- |
| P        | Mary Earps          | Manchester United       | [ 2 ] [ 3 ]               |
| P        | Océane Toussaint    | Le Havre                |                           |
| D        | Griedge Mbock Bathy | Olympique Lione         | [ 4 ] [ 5 ]               |
| C        | Baby-Jordy Benera   | Saint-Étienne           |                           |
| C        | Tante Diakité       | Stade Reims U19         |                           |
| C        | Ornella Graziani    | Paris Saint-Germain U19 | aggregata dalle giovanili |
| C        | Lina Mokhtar Jamai  | Lilla U19               |                           |
| A        | Frøya Dorsin        | Rosenborg               | [ 6 ]                     |
| A        | Jennifer Echegini   | Juventus                | [ 7 ]                     |
| A        | Océane Hurtre       | Bordeaux                |                           |
| A        | Romée Leuchter      | Ajax                    | [ 8 ]                     |

| Cessioni | Cessioni           | Cessioni                | Cessioni                 |
| R.       | Nome               | a                       | Modalità                 |
| -------- | ------------------ | ----------------------- | ------------------------ |
| P        | Constance Picaud   | Fleury                  | [ 9 ]                    |
| P        | Oliwia Szperkowska | Birmingham City         |                          |
| D        | Clare Hunt         | Tottenham               | [ 10 ]                   |
| D        | Eden Le Guilly     | Le Havre                |                          |
| D        | Marie Mulot        | Paris FC                |                          |
| D        | Aïssatou Tounkara  | Fleury                  | prestito                 |
| C        | Sandy Baltimore    | Chelsea                 | [ 12 ] [ 13 ]            |
| C        | Magnaba Folquet    | Le Havre                |                          |
| A        | Tabitha Chawinga   | Olympique Lione         | [ 14 ] [ 15 ]            |
| A        | Naolia Traoré      | Paris Saint-Germain U19 | aggregata alle giovanili |
| A        | Amalie Vangsgaard  | Juventus                | [ 16 ]                   |

### Sessione invernale
| Acquisti | Acquisti | Acquisti | Acquisti |
| R.       | Nome     | da       | Modalità |
| -------- | -------- | -------- | -------- |
|          |          |          |          |

| Cessioni | Cessioni                  | Cessioni         | Cessioni |
| R.       | Nome                      | a                | Modalità |
| -------- | ------------------------- | ---------------- | -------- |
| D        | Landryna Lushimba Bilombi | Servette Chênois | [ 17 ]   |

## Risultati

### Première Ligue

#### Prima fase

##### Girone di andata
| Arbitro: | Vanderstichel |

|             |           |                                  |
| Palis 90+3’ | Marcatori | 20’ Katoto 43’ Geyoro 86’ Albert |

| Arbitro: | Fournier |

|                                            |           |  |
| Leuchter 51’, 61’ Karchaoui 64’ Diarra 87’ | Marcatori |  |

| Arbitro: | Daupeux |

|                                        |           |  |
| De Almeida 37’ Geyoro 65’ Leuchter 68’ | Marcatori |  |

| Arbitro: | Vanderstichel |

|  |           |           |
|  | Marcatori | 3’ Geyoro |

| Arbitro: | Collin |

|                          |           |            |
| Albert 37’ Karchaoui 80’ | Marcatori | 66’ Traoré |

| Arbitro: | Daupeux |

|              |           |  |
| Chawinga 27’ | Marcatori |  |

| Arbitro: | Collin |

|                                |           |  |
| Katoto 8’, 38’, 48’ Dorsin 60’ | Marcatori |  |

| Arbitro: | El Bour |

|          |           |                 |
| Calba 6’ | Marcatori | 38’, 68’ Katoto |

| Arbitro: | Fournier |

|                                                                    |           |            |
| Echegini 10’, 36’ Katoto 19’ Traoré 45+2’ Karchaoui 57’ Dorsin 90’ | Marcatori | 68’ Taylor |

| Arbitro: | Rochebilière |

|           |           |              |
| Matéo 87’ | Marcatori | 58’ Echegini |

| Arbitro: | Collin |

|  |           |                                |
|  | Marcatori | 18’, 90+1’ Katoto 21’ Leuchter |

##### Girone di ritorno
| Bondoufle 7 gennaio 2025, ore 21:00 CET 12ª giornata | Fleury | 0 – 0 referto | Paris Saint-Germain | Stadio Robert Bobin (1 124 spett.)\| Arbitro: \| Gerbel \| |
| Arbitro:                                             | Gerbel |               |                     |                                                            |

| Arbitro: | Collin |

|  |           |                       |
|  | Marcatori | 7’ Dumornay 31’ Diani |

| Arbitro: | Daupeux |

|              |           |                                   |
| Joseph 90+3’ | Marcatori | 45’ Leuchter 63’ (aut.) Hannequin |

| Arbitro: | Beyer |

|                                                    |           |               |
| Geyoro 23’ Echegini 35’ Karchaoui 65’ Leuchter 87’ | Marcatori | 90+1’ Ngueleu |

| Arbitro: | El Bour |

|  |           |                    |
|  | Marcatori | 81’ Elimbi Gilbert |

| Poissy 15 marzo 2025, ore 21:00 CET 17ª giornata | Paris Saint-Germain | 0 – 0 referto | Paris FC | Campus PSG - Training Center n°5 |

| Arbitro: | Fournier |

|                   |           |                                                                        |
| Bhandari 58’, 88’ | Marcatori | 22’ Geyoro 52’ Kanjinga 56’, 63’ Albert 65’ (aut.) Guellati 90’ Katoto |

| Arbitro: | Rochebilière |

|                                                                  |           |  |
| Geyoro 5’ (rig.) Dunn 6’, 41’ Groenen 10’ Mbock 26’ Katoto 45+2’ | Marcatori |  |

| Arbitro: | Beyer |

|                                                                        |           |  |
| Kanjinga 7’ Leuchter 19’, 88’ Notel 22’ (aut.) Echegini 52’ Katoto 57’ | Marcatori |  |

| Arbitro: | El Bour |

|                         |           |                              |
| Mendy 13’ Effa Effa 31’ | Marcatori | 11’ Mbock Bathy 69’ Echegini |

| Arbitro: | Kocher |

|              |           |  |
| Echegini 11’ | Marcatori |  |

#### Play-off per il titolo
| Arbitro: | Beyer |

|                                        |           |  |
| Leuchter 1’ Karchaoui 55’ Albert 90+1’ | Marcatori |  |

| Arbitro: | Collin |

|                                                     |           |  |
| Dumornay 45+2’ Dudek 80’ (aut.) Renard 90+4’ (rig.) | Marcatori |  |

### Coppa di Francia
| Arbitro: | Vanderstichel |

|  |           |                                     |
|  | Marcatori | 34’ Dudek 90’ Albert 90+2’ Leuchter |

| Arbitro: | Rochebilière |

|             |           |                                                                |
| Marcano 30’ | Marcatori | 9’ Traoré 15’ Echegini 48’ Elimbi 51’ Albert 61’, 89’ Leuchter |

| Arbitro: | Vanderstichel |

|  |           |                                                |
|  | Marcatori | 2’ Echegini 14’ Albert 54’ Geyoro 75’ Leuchter |

| Arbitro: | Collin |

|                 |           |                         |
| Stratigakis 72’ | Marcatori | 67’ Albert 90+7’ Geyoro |

| Arbitro: | Gerbel |

|                                               |                      |                                                  |
| Greboval Matéo Korošec Bussy Le Mouël Sissoko | Tiri di rigore 5 – 4 | Leuchter Katoto Karchaoui Albert Mbock Le Guilly |

### UEFA Women's Champions League

#### Qualificazioni
| Arbitro: | Michel |

|                                        |           |             |
| Vangsgaard 7’ Cantore 34’ Bennison 61’ | Marcatori | 12’ Samoura |

| Arbitro: | Klarlund |

|                     |           |                         |
| Leuchter 54’ (rig.) | Marcatori | 3’ Cantore 72’ Bonansea |

## Statistiche

### Statistiche di squadra
| Competizione              | Punti | In casa | In casa | In casa | In casa | In casa | In casa | In trasferta | In trasferta | In trasferta | In trasferta | In trasferta | In trasferta | Totale | Totale | Totale | Totale | Totale | Totale | DR  |
| Competizione              | Punti | G       | V       | N       | P       | Gf      | Gs      | G            | V            | N            | P            | Gf           | Gs           | G      | V      | N      | P      | Gf     | Gs     | DR  |
| ------------------------- | ----- | ------- | ------- | ------- | ------- | ------- | ------- | ------------ | ------------ | ------------ | ------------ | ------------ | ------------ | ------ | ------ | ------ | ------ | ------ | ------ | --- |
| Première Ligue            | 49    | 11      | 9       | 1       | 1       | 36      | 4       | 11           | 7            | 3            | 1            | 21           | 10           | 22     | 16     | 4      | 2      | 57     | 14     | +43 |
| Première Ligue - Play-off | -     | 1       | 1       | 0       | 0       | 3       | 0       | 1            | 0            | 0            | 1            | 0            | 3            | 2      | 1      | 0      | 1      | 3      | 3      | 0   |
| Coppa di Francia          | -     | -       | -       | -       | -       | -       | -       | 5            | 4            | 1            | 0            | 15           | 2            | 5      | 4      | 1      | 0      | 15     | 2      | +13 |
| Champions League          | -     | 1       | 0       | 0       | 1       | 1       | 2       | 1            | 0            | 0            | 1            | 1            | 3            | 2      | 0      | 0      | 2      | 2      | 5      | -3  |
| Totale                    | -     | 13      | 10      | 1       | 2       | 40      | 6       | 18           | 11           | 4            | 3            | 37           | 18           | 31     | 21     | 5      | 5      | 77     | 24     | +53 |

### Andamento in campionato
| Giornata  | 1 | 2 | 3 | 4 | 5 | 6 | 7 | 8 | 9 | 10 | 11 | 12 | 13 | 14 | 15 | 16 | 17 | 18 | 19 | 20 | 21 | 22 | 23 | 24 |
| --------- | - | - | - | - | - | - | - | - | - | -- | -- | -- | -- | -- | -- | -- | -- | -- | -- | -- | -- | -- | -- | -- |
| Luogo     | T | C | C | T | C | T | C | T | C | T  | C  | T  | C  | T  | C  | T  | C  | T  | T  | C  | T  | C  | C  | T  |
| Risultato | V | V | V | V | V | P | V | V | V | N  | V  | N  | P  | V  | V  | V  | N  | V  | V  | V  | N  | V  | V  | P  |
| Posizione | 1 | 1 | 1 | 1 | 1 | 2 | 2 | 2 | 2 | 2  | 2  | 2  | 3  | 3  | 3  | 2  | 2  | 2  | 2  | 2  | 2  | 2  | SF | F  |

Legenda:

Luogo: C = Casa; T = Trasferta. Risultato: V = Vittoria; N = Pareggio; P = Sconfitta.

### Statistiche delle giocatrici
| Giocatore           | Première Ligue | Première Ligue | Première Ligue | Première Ligue | Coppa di Francia | Coppa di Francia | Coppa di Francia | Coppa di Francia | Champions League | Champions League | Champions League | Champions League | Totale   | Totale | Totale      | Totale     |
| Giocatore           | Presenze       | Reti           | Ammonizioni    | Espulsioni     | Presenze         | Reti             | Ammonizioni      | Espulsioni       | Presenze         | Reti             | Ammonizioni      | Espulsioni       | Presenze | Reti   | Ammonizioni | Espulsioni |
| ------------------- | -------------- | -------------- | -------------- | -------------- | ---------------- | ---------------- | ---------------- | ---------------- | ---------------- | ---------------- | ---------------- | ---------------- | -------- | ------ | ----------- | ---------- |
| K. Albert           | 19+2           | 4+1            | 2              | 0              | 5                | 4                | 0                | 0                | 2                | 0                | 0                | 0                | 28       | 9      | 2           | 0          |
| B.J. Benera         | 1              | 0              | 0              | 0              | -                | -                | -                | -                | -                | -                | -                | -                | 1        | 0      | 0           | 0          |
| F. Dorsin           | 10             | 2              | 0              | 0              | 1                | 0                | 0                | 0                | -                | -                | -                | -                | 11       | 2      | 0           | 0          |
| E. De Almeida       | 17+2           | 1              | 2              | 0              | 5                | 0                | 0                | 0                | 2                | 0                | 0                | 0                | 26       | 1      | 2           | 0          |
| T. Diakité          | -              | -              | -              | -              | -                | -                | -                | -                | 0                | 0                | 0                | 0                | 0        | 0      | 0           | 0          |
| A. Diarra           | 8              | 1              | 0              | 0              | 2                | 0                | 0                | 0                | -                | -                | -                | -                | 10       | 1      | 0           | 0          |
| P. Dudek            | 12+2           | 0              | 4              | 0              | 5                | 1                | 0                | 0                | 2                | 0                | 0                | 0                | 21       | 1      | 4           | 0          |
| C. Dunn             | 4+2            | 2              | 0              | 0              | 2                | 0                | 0                | 0                | -                | -                | -                | -                | 8        | 2      | 0           | 0          |
| M. Earps            | 20+2           | -17            | 0              | 0              | -                | -                | -                | -                | 2                | -5               | 0                | 0                | 24       | -22    | 0           | 0          |
| A. Ebayilin         | -              | -              | -              | -              | -                | -                | -                | -                | -                | -                | -                | -                | -        | -      | -           | -          |
| J. Echegini         | 16+2           | 7              | 1              | 0              | 5                | 2                | 0                | 0                | 2                | 0                | 2                | 0                | 25       | 9      | 3           | 0          |
| T. Elimbi Gilbert   | 21             | 1              | 1              | 0              | 4                | 1                | 1                | 0                | 2                | 0                | 1                | 0                | 27       | 2      | 3           | 0          |
| L. Fazer            | 19+2           | 0              | 0              | 0              | 4                | 0                | 2                | 0                | 2                | 0                | 1                | 0                | 27       | 0      | 3           | 0          |
| A. Fernandes        | 0              | 0              | 0              | 0              | -                | -                | -                | -                | 0                | 0                | 0                | 0                | 0        | 0      | 0           | 0          |
| E. Gaetino          | 17             | 0              | 0              | 0              | 1                | 0                | 0                | 0                | 2                | 0                | 0                | 0                | 20       | 0      | 0           | 0          |
| G. Geyoro           | 18+2           | 6              | 0              | 0              | 5                | 2                | 0                | 0                | 2                | 0                | 0                | 0                | 27       | 8      | 0           | 0          |
| O. Graziani         | 1              | 0              | 0              | 0              | -                | -                | -                | -                | 0                | 0                | 0                | 0                | 1        | 0      | 0           | 0          |
| J. Groenen          | 19+2           | 1              | 1              | 0              | 5                | 0                | 0                | 0                | 0                | 0                | 0                | 0                | 26       | 1      | 1           | 0          |
| O. Hurtré           | 10+2           | 0              | 1              | 0              | 1                | 0                | 0                | 0                | 0                | 0                | 0                | 0                | 13       | 0      | 1           | 0          |
| K. Imarazene        | 0              | 0              | 0              | 0              | -                | -                | -                | -                | 0                | 0                | 0                | 0                | 0        | 0      | 0           | 0          |
| M. Kanjinga         | 7+2            | 2              | 0              | 0              | 2                | 0                | 1                | 0                | -                | -                | -                | -                | 11       | 2      | 1           | 0          |
| S. Karchaoui        | 15+2           | 5              | 3              | 0              | 5                | 0                | 0                | 0                | 1                | 0                | 0                | 0                | 23       | 5      | 3           | 0          |
| M. Katoto           | 19+1           | 12             | 1              | 0              | 3                | 0                | 0                | 0                | 2                | 0                | 0                | 0                | 25       | 12     | 1           | 0          |
| K. Kiedrzynek       | 2              | 0              | 0              | 0              | 5                | -2               | 0                | 0                | 0                | 0                | 0                | 0                | 7        | -2     | 0           | 0          |
| J. Le Guilly        | 20+1           | 0              | 3              | 0              | 5                | 0                | 0                | 0                | 2                | 0                | 0                | 0                | 28       | 0      | 3           | 0          |
| R. Leuchter         | 20+2           | 8+1            | 1              | 0              | 5                | 4                | 1                | 0                | 2                | 1                | 0                | 0                | 29       | 14     | 2           | 0          |
| L. Lushimba Bilombi | -              | -              | -              | -              | -                | -                | -                | -                | 1                | 0                | 0                | 0                | 1        | 0      | 0           | 0          |
| G. Mbock Bathy      | 10+2           | 2              | 0              | 0              | 3                | 0                | 0                | 0                | 2                | 0                | 0                | 0                | 17       | 2      | 0           | 0          |
| L. Mokhtar Jamai    | -              | -              | -              | -              | -                | -                | -                | -                | 0                | 0                | 0                | 0                | 0        | 0      | 0           | 0          |
| O. Romiti           | 0              | 0              | 0              | 0              | -                | -                | -                | -                | -                | -                | -                | -                | 0        | 0      | 0           | 0          |
| T. Samoura          | 14             | 0              | 4              | 0              | 2                | 0                | 0                | 0                | 2                | 1                | 0                | 0                | 18       | 1      | 4           | 0          |
| A. Tounkara         | -              | -              | -              | -              | -                | -                | -                | -                | -                | -                | -                | -                | -        | -      | -           | -          |
| O. Toussaint        | 0              | 0              | 0              | 0              | 0                | 0                | 0                | 0                | 0                | 0                | 0                | 0                | 0        | 0      | 0           | 0          |
| M. Traoré           | 11             | 1              | 1              | 0              | 1                | 1                | 0                | 0                | -                | -                | -                | -                | 12       | 2      | 1           | 0          |
| N. Traoré           | 10             | 0              | 4              | 0              | -                | -                | -                | -                | 2                | 0                | 0                | 0                | 12       | 0      | 4           | 0          |